# Miyoshi Nagayoshi
Miyoshi Nagayoshi (三好 長慶?; 10 marzo 1522 – 10 agosto 1564), noto soprattutto come Chōkei (長慶?), è stato un daimyō giapponese del periodo Sengoku, capo più influente del clan Miyoshi.

## Biografia
Figlio maggiore di Miyoshi Motonaga, inizialmente era chiamato Norinaga o Nagayoshi e deteneva il titolo di Chikuzen no kami. 
Si scontrò con lo zio Masanaga per il potere, e guidò un esercito a Kyoto (1539). Inizialmente accettò gli ordini di Hosokawa Harumoto, e Masanaga e fu inviato a sconfiggere Hosokawa Ujitsuna; cacciò Ujitsuna da Sakai (1543) e incaricò suo fratello (Sogō Kazumasa) della sua amministrazione; fu costretto a difendere Sakai nel 1546 a fronte di un attacco di Ujitsuna e successivamente si alleò a esso. Nel 1548 prese il nome Chōkei. Nello stesso anno attaccò Masanaga e lo sconfisse con l'assistenza di Ujitsuna; mise quest'ultimo a capo del clan Hosokawa e assediò Harumoto nel suo castello di Miyake (1549). Tuttavia, invece di obbligare il suo ex padrone al suicidio, lo lasciò fuggire nella provincia di Ōmi; Harumoto quindi chiese aiuto allo shōgun Ashikaga Yoshiteru. 
Chōkei nel frattempo entrò a Kyoto, conquistò la città e la affidò a Matsunaga Hisahide (1550). Due anni dopo tornò, costrinse lo shōgun a sottomettersi e si fece nominare Shobanshu e Shuri-tayu (1560). Dopo di ciò assediò Hatakeyama Takamasa, conquistò il suo castello di Iimori (Kawachi) nel quale si insiedette. Takamasa fuggì a Kii, raccolse nuove truppe e attaccò Chōkei , ma fu di nuovo sconfitto e finalmente la pace fu ripristinata nel Kinai (1562). L'anno seguente, Yoshioki, figlio di Chōkei, morì avvelenato da Matsunaga Hisahide. Chōkei adottò Yoshitsugu, un figlio di suo fratello Sogō Kazumasa, ma tra loro non regnò mai una grande armonia. L'influenza di Hisahide su Yoshitsugu inoltre, era sempre in aumento: nel 1564 il fratello di Chōkei, Fuyuyasu, fu ucciso, e poco dopo Chōkei stesso si ammalò e morì a soli 42 anni.
L'uomo più potente del Kinai tra il 1550 e la sua morte, Chōkei viene ricordato come uno dei più talentuosi daimyō del periodo Sengoku. Fu un poeta appassionato ed è ricordato per il suo patrocinio del famoso compositore renga, Satomura Jōha, al quale costruì il tempio Nanshuji a Sakai nel 1557.